# Лекаревский сельсовет
Лекаревский сельсовет — сельское поселение в Асекеевском районе Оренбургской области Российской Федерации.
Административный центр — село Лекаревка.

## История
9 марта 2005 года в соответствии с законом Оренбургской области № 1893/321-III-ОЗ образовано сельское поселение Лекаревский сельсовет, установлены границы муниципального образования.

## Население
| 2010 | 2012 | 2013 | 2014 | 2015 | 2016 | 2017 |
| ---- | ---- | ---- | ---- | ---- | ---- | ---- |
| 775  | ↘740 | ↘720 | ↘702 | ↘680 | ↘659 | ↘641 |
| 2018 | 2019 | 2020 | 2021 |      |      |      |
| ↗644 | ↘643 | ↘604 | ↘591 |      |      |      |

## Состав сельского поселения
| № | Населённый пункт | Тип населённого пункта       | Население |
| - | ---------------- | ---------------------------- | --------- |
| 1 | Золотой Родник   | деревня                      | 150       |
| 2 | Лекаревка        | село, административный центр | 399       |
| 3 | Петровка         | деревня                      | 185       |
| 4 | Ручеёк           | посёлок                      | 41        |